# R-3 (carro armato)
Il R-3 era un progetto romeno di carro armato medio, proposto durante la seconda guerra mondiale. Era essenzialmente una variante del prototipo cecoslovacco S-II-c (denominato T-21 dopo il 1939), che doveva essere realizzato su licenza in Romania dopo i ripetuti tentativi di acquisto andati a vuoto. Per ragioni politiche ed a causa delle limitate capacità industriali della Škoda e dell'industria romena il progetto non raggiunse mai la fase produttiva.

## Storia
Nell'estate del 1940 i tradizionali fornitori della Romania del periodo interbellico, cioè Francia e Cecoslovacchia, erano sotto l'occupazione tedesca. Le forze armate romene erano equipaggiate con 126 carri leggeri R-2, 75 Renault R35 (41 dei quali requisiti ai polacchi), 35 tankette R-1 e 75 obsoleti Renault FT. Trovandosi il paese circondato da vicini sostanzialmente ostili su tutte le sue frontiere ed essendo le forniture di R-35 sospese, l'Esercito romeno cercò di acquistare un nuovo carro armato medio. Il progetto prescelto fu il prototipo cecoslovacco S-II-c, successore del carro leggero LT vz. 35, più tardi denominato T-21 dalla Škoda Holding. I romeni iniziarono le valutazioni e le prove sul campo alla fine del 1939. Questa scelta apparve come naturale, in quanto le truppe di Bucarest avevano già familiarità con il suo predecessore. La Germania nazista si rifiutò infine di fornire i carri alla Romania, in quanto il paese non faceva ancora parte delle Potenze dell'Asse.
Nell'agosto 1940 ripresero le trattative e la Germania infine vendette all'Ungheria la licenza di produzione di una versione migliorata del T-21. Gli ingegneri ungheresi migliorarono i due prototipi T-22 inviati dalla Germania e produssero il carro sotto la denominazione 40M Turán I. La Romania, ora parte dell'Asse, ordinò un lotto di 216 mezzi nel gennaio 1941, ma la cosa non ebbe seguito a causa delle limitate capacità industriali disponibili per il progetto.
Nel giugno 1941, pochi giorno l'inizio dell'operazione Barbarossa, la Romania fece un secondo tentativo per approvvigionarsi di 287 carri R-3 presso la Škoda, ma la Germania consegnò solo 26 Panzer 35(t) usati. Dopo diverse richieste respinte, la Romania si offrì di produrre localmente i carri, ma il paese non disponeva delle necessarie risorse industriali per realizzare un carro medio. Pertanto, prima della fine dell'anno, l'intera iniziativa dell'R-3 fu abbandonata.